# Tetrakis(trifenylfosfin)palladium
Tetrakis(trifenylfosfin)palladium je chemická sloučenina se vzorcem [Pd(P(C6H5)3)4], používaná jako katalyzátor v organické syntéze.

## Struktura a vlastnosti
Atom palladia se nachází uprostřed čtyřstěnu, v jehož vrcholech jsou atomy fosforu. Jsou také známy obdobné komplexy niklu a platiny. U těchto látek dochází v roztocích ke zvratnému odštěpování trifenylfosfinových skupin a reakcí připisovaných [Pd(P(C6H5)3)4] se tak často ve skutečnosti účastní [Pd(P(C6H5)3)3].

## Příprava
Tetrakis(trifenylfosfin)palladium poprvé připravil v roce 1957 tým, který vedl Lamberto Malatesta, a to reakcí chlorpaladnatanu sodného hydrazinem za přítomnosti fosfanu. Lze jej zakoupit, ale obvykle se připravuje na místě z palladnatých prekurzorů:
PdCl2 + 2 P(C6H5)3 → PdCl2[P(C6H5)3]2
2 PdCl2[P(C6H5)3]2 + 4 P(C6H5)3 + 5 N2H4 → 2 Pd[P(C6H5)3]4 + N2 + 4 N2H5Cl
Oba tyto kroky lze provést po sobě bez nutnosti izolovat a přečišťovat PdCl2[P(C6H5)3]2. Je možné použít i jiná redukční činidla než hydrazin. Výsledný produkt je na vzduchu nestálý, přečišťuje se promýváním methanolem. Obvykle se uchovává pod argonem.

## Použití
Tetrakis(trifenylfosfin)palladium se používá jako katalyzátor v organické syntéze. Využívá se při Heckově, Suzukiho, Stilleově, Sonogaširově a Negišiho reakci. Při těchto procesech dojde nejprve k dvojnásobné disociaci ligandu a následně k oxidační adici arylhalogenidu na palladium.
Pd[P(C6H5)3]4 + ArBr → PdBr(Ar)[P(C6H5)3]2 + 2 P(C6H5)3